# Олійник Оксана Григорівна
Оксана Григорівна Олійник (нар. 27 липня 1975 — пом. 30 жовтня 2016) — українська фольклористка, кандидатка філологічних наук, доцентка кафедри української фольклористики імені академіка Філарета Колесси Львівського національного університету імені Івана Франка.

## Наукова біографія
Закінчила філологічний факультет Львівського державного університету імені Івана Франка (1997, (спеціальність «Українська мова та література»). У 1997—2001 роках навчалася в аспірантурі на кафедрі української фольклористики імені академіка Філарета Колесси Львівського національного університету імені Івана Франка.
2007 року захистила кандидатську дисертацію на тему «Антиномія категорій „свій“ / „чужий“ у просторі української народної чарівної казки».
Упродовж 1997—2000 років викладала зарубіжну літературу в Професійно-технічному училищі № 18 міста Львова. У 1998—2007 роках працювала старшою лаборанткою кафедри української фольклористики імені академіка Філарета Колесси.
Від 2004 року — асистентка, а від 2011 — доцентка кафедри української фольклористики імені академіка Філарета Колесси Львівського національного університету імені Івана Франка.

## Наукові зацікавлення
Художній час і художній простір у фольклорі, поетика фольклорних жанрів (чарівна казка), етнолінгвістика, міфологія.

## Публікації
1. Олійник О. Часопросторова проблематика у літературознавчих і фольклористичних дослідженнях // Міфологія і Фольклор. — № 3-4(7). — 2010. — С. 66-71.
2. Олійник О. Методологія дослідження художнього простору у структурі чарівних казок // Вісник Львівського університету. Серія філологічна. — Львів, 2010. — Вип. 43. — С. 99-106.
3. Олійник О. Універсальність бінарної опозиції свій/чужий у художньому просторі чарівної казки // Література. Фольклор. Проблеми поетики (присвячений 170-річчю від дня народження Павла Чубинського). — Київ, 2009. — Вип. 32. — Сю 322—328.
4. Олійник О. Універсальність бінарної опозиції свій/чужий у художньому просторі чарівної казки // Тези доповідей VII Міжнародної наукової конференції «Українська культура в історичному розвитку та державотворенні», присвячені 170-річчю від дня народження Павла Чубинського. — Київ, 2009. — С.37.
5. Олійник О. Трансформація символу світового дерева у просторовій площині українських народних чарівних казок // Література. Фольклор. Проблеми поетики (присвячений дослідженню творчої спадщини Л. Ф. Дунаєвської). — Київ: Київський університет, 2009. — Вип. 31. — С. 373—379.
6. Олійник О. Казки та оповідання з Поділля в записах 1850-1860-х рр. / Упорядкував Микола Левченко, передмова А. М. Лободи // Українська фольклористика. Словник-довідник / Укладання і загальна редакція Михайла Чорнопиского. — Тернопіль: Підручники і посібники, 2008. — С. 178—180.
7. Олійник О. Модифікації образу смерті в українських народних чарівних казках // Фольклористичні зошити. — Луцьк, 2007. — Вип. 10. — С. 101—114.
8. Антиномія категорій «свій» / «чужий» у просторі української народної чарівної казки: Автореферат канд. філол. наук: 10.01.07. — Львів, 2007. — 19 с.
9. Олійник О. Архаїчне значення жіночої ініціації (на матеріалі українських народних чарівних казок) // Фольклористичні зошити. — 2000. — Вип. 3. — С. 106—110.
10. Амбівалентність образу мерця в українських народних чарівних казках // Вісник Львівського університету. Серія філологічна. — Львів, 2003. — Вип. 31. — С. 132—140.
11. Олійник О. Мотив ритуалу переходу в казкових сюжетах про шлюб з тотемною істотою // Мандрівець. — 2004. — № 1 (48). — С.41-46.
12. Олійник О. Специфіка функціонування ритуалу переходу в контексті українських народних чарівних казок // Народознавчі Зошити. — 2006. — № 1–2. — С. 139—151.
13. Олійник О. До питання про «свій» — «чужий» простір в українських та сербських народних чарівних казках // Матеріали міжнародної славістичної конференції пам'яті професора Костянтина Трохимовича: У 2 т. — Львів: Літопис. — 1998. — Т. 2. — С. 299—303.
14. Олійник О. Роль просторових елементів у сюжетотворенні української народної чарівної казки // Українська філологія: школи, постаті, проблеми: Збірник наукових праць Міжнародної наукової конференції, присвяченої 150-річчю від дня заснування кафедри української словесності у Львівському університеті. — Львів: Світ. — 1999. — Ч. 2. — С. 554—558.
15. Олійник О. Обряд переходу у структурі чарівної казки // Матеріали міжнародних науково-практичних читань «Українське народознавство: стан і перспективи розвитку на зламі віків», присвячених пам'яті українського фольклориста Михайла Пазяка. — Київ: Інститут математики НАН України, 2000. — С. 193—195.
16. Олійник О. Шлюб з тотемною істотою як одна із форм ритуального переходу в українських народних чарівних казках // Матеріали других міжнародних науково-практичних читань «Українське народознавство: стан і перспективи розвитку на зламі віків», присвячених пам'яті українського фольклориста Михайла Пазяка. — Київ, 2002. — С.188-189.
17. Граб О., Олійник О. Образ вовкулаки в українських міфологічних легендах // Пошуки та знахідки: Матеріали II етапу Всеукраїнського конкурсу-захисту науково-дослідницьких робіт учнів Львівської обласної МАН / Ред. колегія І.Бородчук та ін. — Львів: Видавництво Національного університету «Львівська політехніка», 2006. — С. 4-5.